# 大泉啓一郎
大泉 啓一郎（おおいずみ けいいちろう、1963年 - ）は、日本のアジア研究者・経済評論家。専門はアジアの人口変化と経済発展・アジアの都市化を巡る経済社会問題。『老いてゆくアジア』で発展途上国研究奨励賞を受賞。

## 略歴
詳細は教員情報参照。
- 1963年 - 大阪生まれ。
- 1986年 - 京都府立大学農学部卒業
- 1988年 - 京都大学大学院農学研究科修士課程修了。東レ・ダウコーニングに就職。
- 1989年 - 京都大学東南アジア研究センター研修生
- 1990年 - （株）三井銀総合研究所（現：日本総合研究所）に入所。
- 2012年 - 京都大学博士（地域研究）[1][3]。
- 2019年 - 亜細亜大学アジア研究所教授
- 現在 - 亜細亜大学アジア研究所教授、東京大学大学院経済学研究科非常勤講師

## 著作

### 図書
- 『老いてゆくアジア 繁栄の構図が変わるとき』中央公論新社〈中公新書 1914〉、2007年9月25日。ISBN 978-4-12-101914-1。
  - Keiichiro Oizumi (2013). Aging in Asia : when the structure of prosperity changes. Oriental life insurance seminar. Oriental Life Insurance Cultural Development Center - 大泉 (2007)の英訳。
- 『消費するアジア 新興国市場の可能性と不安』中央公論新社〈中公新書 2111〉、2011年5月25日。ISBN 978-4-12-102111-3。 - 文献・索引あり。
- 『新貿易立国論』文春新書、2018年5月18日。ISBN 978-4-16-661170-6

### 共著
- 黒田恵三 共著『タイの経済危機と企業改革』徳山大学総合経済研究所〈徳山大学総合経済研究所モノグラフ 10〉、2005年6月。 - 文献あり。
- 玉田芳史、船津鶴代 編『タイ政治・行政の変革　1991-2006年』アジア経済研究所〈研究双書 no.568〉、2008年2月。ISBN 978-4-258-04568-6。 - 文献あり。
- 宮島良明 共著『中国の台頭と東アジア域内貿易　world trade atlas（1996-2006）の分析から』東京大学社会科学研究所現代中国研究拠点〈現代中国研究拠点研究シリーズ ＝ ISS contemporary Chinese studies no.1〉、2008年3月。
- 「東アジアの人口変動と人口政策」『政策』アジア政経学会 監修、慶應義塾大学出版会〈現代アジア研究 3〉、2008年12月。ISBN 978-4-7664-1437-0。 - 索引あり。
- 日本タイ協会 編「タイで進む少子高齢化」『現代タイ動向 2006-2008』めこん、2008年12月。ISBN 978-4-8396-0219-2。
- 末廣昭、宮島良明・助川成也・青木まき・ソムポップ・マーナランサン 共著「中国・ASEAN貿易の担い手は誰か？」『大メコン圏（GMS）を中国から捉えなおす』東京大学社会科学研究所現代中国研究拠点〈現代中国研究拠点研究シリーズ ＝ ISS contemporary Chinese studies no.3〉、2009年3月。 - 年表あり。
- 大泉啓一郎 述 著「人口動態から見た今後の経済発展の持続性」、21世紀政策研究所 編『中国経済の成長持続性　いつ頃まで、どの程度の成長が可能か？　第75回シンポジウム』21世紀政策研究所〈21世紀政策研究所新書 11〉、2011年2月。
- 末廣昭、助川成也・布田功治・宮島良明 共著『中国の対外膨張と大メコン圏（GMS）・CLMV』東京大学社会科学研究所現代中国研究拠点〈現代中国研究拠点研究シリーズ ＝ ISS contemporary Chinese studies no.7〉、2011年3月。 - 文献あり。
- 朱炎 編「人口動態からみた経済発展の持続性」『中国経済の成長持続性　促進要因と抑制要因の分析』渡辺利夫・21世紀政策研究所 監修、勁草書房〈21世紀政策研究所叢書〉、2011年7月。ISBN 978-4-326-50349-0。 - 索引あり。
- 小峰隆夫、小林熙直・野副伸一 共著『高齢化とアジア』亜細亜大学アジア研究所〈アジア研究所叢書 26〉、2012年3月。ISBN 978-4-900521-26-1。
- 末廣昭 ほか編著『南進する中国と東南アジア　地域の「中国化」』東京大学社会科学研究所現代中国研究拠点〈現代中国研究拠点研究シリーズ ＝ ISS contemporary Chinese studies no.13〉、2014年3月。

## 関連文献
- ジェトロ・アジア経済研究所 (2008年). “第29回「発展途上国研究奨励賞」（2008年度）受賞作品『老いてゆくアジア』”.   JETRO. 2014年1月12日閲覧。